# Sankt Thøger
Sankt Thøger (ca. 1000-1067) var en missionær, der virkede i Danmark.
Thøger, eller Theodgar, stammede fra Thüringen. Efter et ophold i England fulgte han med den norske konge Olav den Hellige til Norge. Derfra kom han til Danmark, hvor han ved Vestervig i Thy byggede en beskeden kirke (ifølge legenden af ris og kviste). Efter hans død i 1067 brændte der lys på hans grav. Han blev lagt i et skrin på alteret i sin egen kirke. Siden blev han kanoniseret som lokal helgen. Hans helgendag er 30. oktober. I kirkekunsten vises han med en kirkemodel i hånden.